# Casa Marieta
El Restaurante Casa Marieta es un establecimiento centenario reconocido por el Círculo de Restaurantes Centenarios de España, situado en la Plaza Independencia de Gerona, también conocida como Plaza de San Agustín, porque antiguamente había sido el lugar donde se había levantado el convento de San Agustín de la Ciudad. El nombre actual se debe a la guerra de 1808 con Napoleón Bonaparte (Guerra de la Independencia Española).

## Historia
Según el Diario de Gerona en crónica firmada por Josep M. Bartolomé, los orígenes de Casa Marieta se sitúan en los años 1890 o 1892 en relación con el establecimiento de la Plaza de San Agustín. Inicialmente este establecimiento era conocido como Bar Trol, aunque otros también se referían como Can Bartrol e incluso como Ca la Bartrola, "desde que María Vinyoles, conocida como la Marieta , adquirió la fonda de Can Bartrol, de la que ya era inquilina y se encargaba de la explotación, han pasado tres generaciones ".

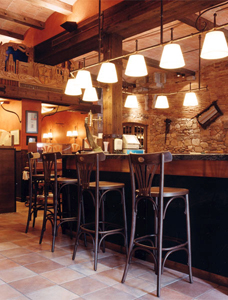

Lamentablemente, en aquella época el ayuntamiento no llevaba un registro completo de las actividades empresariales ni de las licencias de apertura de establecimientos. Parece que inicialmente, el número 5 de la plaza era el destinado a fonda y casa de comidas, mientras que el número 6 era un local "dedicado a cuadras para dejar los carruajes y el ganado" .En el año 1901, Dª. María Vinyoles, casada con el Sr. Celestino Teixidor, compró el negocio donde había trabajado desde pequeña.
Este establecimiento combinaba las actividades de restauración y alojamiento. Eran mucho los ciudadanos que se dirigían, bien para poder hacer una buena comida después de las jornadas en el mercado, bien para poder pernoctar si así lo requería la actividad empresarial. Como ya hemos dicho antes, en la plaza de San Agustín se celebraba en aquella época el mercado de frutas y verduras de la ciudad. Años más tarde, hacia el año 1917, se amplió la línea del negocio hacia la fonda y por tanto al servicio completo que permitía a los viajantes incluso vivir en casa de la Sra. María.
Hacia el año 1924 la Sra. María Vinyoles compró los localespara hacer unas reformas que finalmente no se llevaron a lugar por no adecuarse al permiso concedido.Reformas que se volvieron a pedir un mes más tarde, aunque el ayuntamiento tuvo que devolver el importe de la tasa de obra, porque tampoco se llevó a cabo.
Posteriormente, las referencias a Casa Marieta son constantes en los diarios de la época, tanto por motivos propios del negocio como por otros varios. A modo de ejemplo tenemos que el diario El Pirineo publica el 23 de octubre de 1939 el agradecimiento hecho por el Auxilio Social y, textualmente, "Hacemos público hoy el Rasgo de la reputada fonda Casa Marieta establecida en la plaza de la Independencia de esta Ciudad"

## Premios y reconocimientos
- Premios "Destí Girona"[12]